# Rolf Meyer (Politiker, 1951)

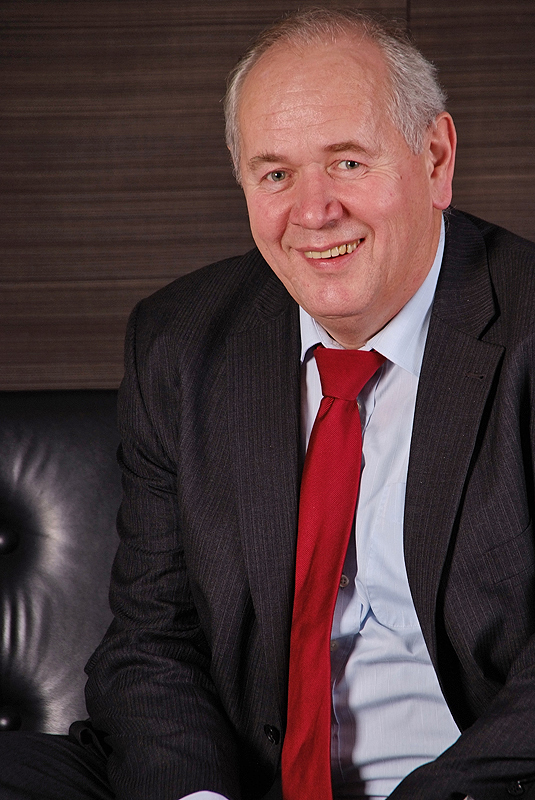
Rolf Meyer im November 2009

Rolf Meyer (* 7. Mai 1951 in Liebenau; † 17. Dezember 2014) war ein deutscher Politiker (SPD) und Mitglied des Niedersächsischen Landtags. 

## Persönliches
Nach dem Abitur 1970 war Meyer von 1970 bis 1972 Zeitsoldat in Ramstein. Danach studierte er Geografie und Politikwissenschaft in Hannover. Nach dem Referendariat war er von 1981 bis zu seiner Wahl in den Landtag Lehrer am Gymnasium Unter den Eichen Uetze.
Meyer war verheiratet und wurde Vater dreier Kinder. Er starb im Dezember 2014 im Alter von 63 Jahren nach kurzer schwerer Krankheit.

## Politik
Seit 1970 war Meyer Mitglied der SPD. Er war bis zu seinem Tod Vorsitzender des SPD-Unterbezirks Celle. 
Seit 1986 war er Ratsherr und 2. stellvertretender Bürgermeister der Gemeinde Langlingen. 1991 wurde er zudem Ratsherr der Samtgemeinde Flotwedel und Vorsitzender der dortigen SPD-Fraktion. Außerdem war er seit 1996 Mitglied des Kreistages des Landkreises Celle. 
Dem Niedersächsischen Landtag gehörte Meyer von 2003 bis 2013 an. Er war dort Mitglied im Ausschuss für den ländlichen Raum, Ernährung, Landwirtschaft und Verbraucherschutz und im Ausschuss für Umwelt und Klimaschutz. Er war darüber hinaus Mitglied in der Enquetekommission Demographischer Wandel, die der Landtag von 2006 bis Juli 2007 eingesetzt hatte. Meyer war Sprecher seiner Fraktion für Energiepolitik.